# Pieros Voidis
Pieros Voidis Mavromichalis (griechisch: Πιέρος Βοϊδής Μαυρομιχάλης) war ein militärischer Führer der griechischen Revolution von 1821. Er wurde in Mavrovouni in Mani geboren und fiel am 20. Mai 1825 während der Schlacht von Maniaki zwischen griechischen Revolutionären und den ägyptischen Streitkräften von Ibrahim Pascha.

## Leben
Voidis war ein Cousin von Petrobey Mavromichalis und galt schon vor der Revolution als einer der bedeutendsten Militärführer der Mani. Am 23. März 1821 nahm er an der Befreiung von Kalamata teil. Kurz darauf boten Voidis, Petrobey und Mourtzinos Theodoros Kolokotronis 270 Mann an, als dieser beschloss, weiter nach Arkadien zu ziehen.

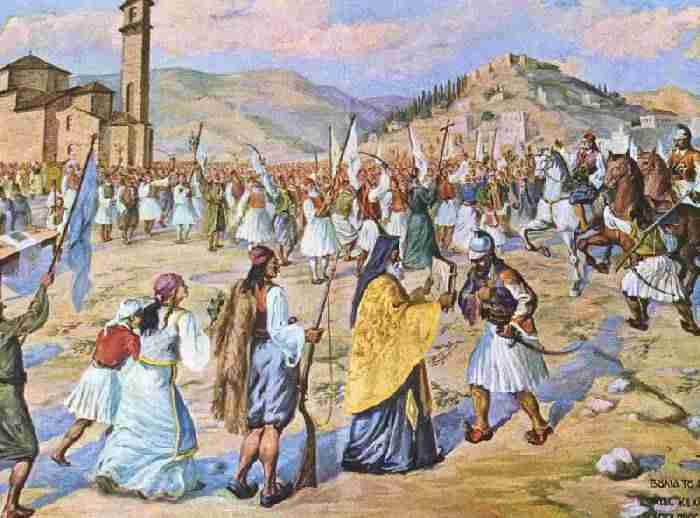
Befreiung von Kalamata

Wenige Tage später, am 28. März, nahm er an der Schlacht von Agios Athanasios teil, in der die Rebellen versuchten, den Rückzug der Muslime von Fanari nach Tripolitsa zu verhindern. Während der heftigen Auseinandersetzungen wurde Voidis verletzt und von seinen Männern vom Schlachtfeld weggebracht. Die Schlacht endete mit einem griechischen Sieg und dem Tod von etwa 500 Türken, darunter vielen Zivilisten, die ihren bewaffneten Landsleuten gefolgt waren.
Später nahm Voidis an einer Reihe von Militäroperationen auf dem Peloponnes teil, hauptsächlich in der Region Argolis. Es gelang ihm auch, einer der wichtigsten Leutnants von Kolokotronis zu werden.
Voidis befehligte 280 Mann. Im Mai 1825 verstärkte Voidis Papaflessas in Maniaki mit 120 Mann aufgrund der bevorstehenden Schlacht gegen die ägyptischen Truppen von Ibrahim Pascha. Er war für die südlichste der drei Festungen verantwortlich. Papaflessas und sein Bruder Dimitrios Dikaios waren für die beiden anderen verantwortlich. 
Als Papaflessas am 16. Mai 1825 mit seinen Truppen nach Maniaki vorrückte, um sich dem herannahenden Heer Ibrahims zu stellen, äußerten mehrere seiner Gefährten, darunter sein erfahrener Bruder Nikitas und Voidis, Kritik an der gewählten Position. Sie hielten das Lager für strategisch ungeeignet zur Verteidigung. Zwei Tage später, als sich der Feind sichtbar näherte, bekräftigte Voidis seine Einschätzung und sprach sich erneut für einen Positionswechsel aus. Papaflessas jedoch wies jeden Widerspruch zurück und reagierte mit Spott. In Anspielung auf Voidis’ Herkunft fragte er: „Haben Sie aufgegeben, Maniot?“ und befahl, sich Kampf bereit zu machen. Als sich am folgenden Tag die osmanisch-ägyptische Einheit unter Ibrahim dem griechischen Lager näherte, erkannte auch Papaflessas die drohende Gefahr und dachte laut über einen Rückzug nach. Voidis, dessen maniotischer Philotimo durch die vorherige Bemerkung verletzt worden war, lehnte dies mit den Worten ab: „Nein, alter Mann, wir bleiben hier!“ und fügte hinzu: „Lasst uns daher [...] ins Grab gehen, und wer am Leben bleibt, der lausche den Klagen der Frauen.“
Die von Voidis und den anderen Manioten verteidigte Festung war die stärkste der drei und wurde als letzte vom Feind eingenommen. Die griechischen Soldaten, die aus den beiden anderen Festungen überlebt hatten, zogen sich dorthin zurück. Während der Schlacht wurde Voidis jedoch ebenso getötet wie Papaflessas, Dimitrios Dikaios und Panagiotis Kefalas.

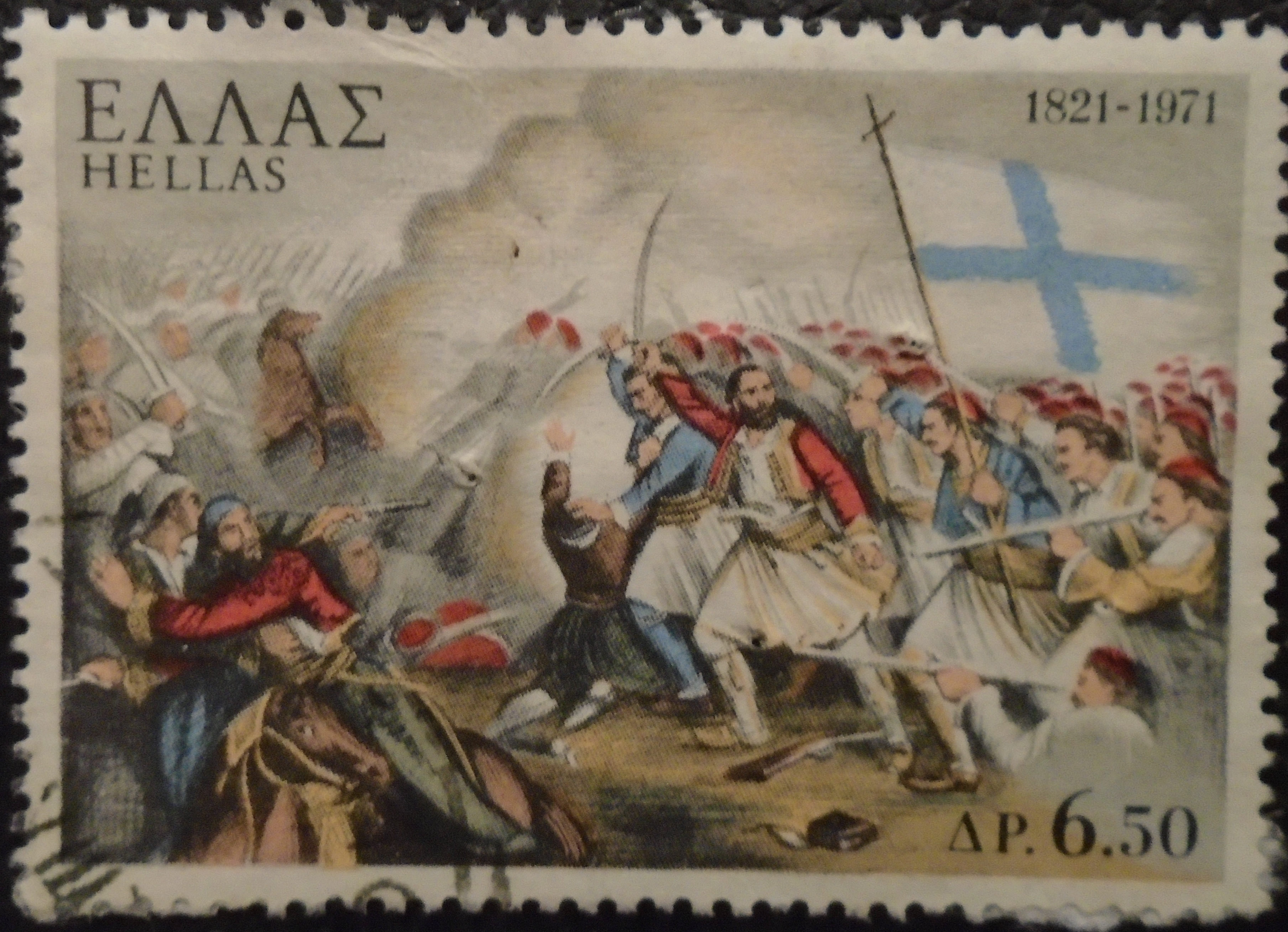
Briefmarke: Schlacht von Maniaki